# Лойд, Джуэл
Джуэл Лойд (англ. Jewell Loyd; родилась 5 октября 1993 года, Линкольнвуд, штат Иллинойс, США) — американская профессиональная баскетболистка, которая выступает в женской национальной баскетбольной ассоциации за клуб «Лас-Вегас Эйсес». Была выбрана на драфте ВНБА 2015 года под общим первым номером клубом «Сиэтл Шторм». Играет на позиции разыгрывающего защитника. На студенческом уровне играла в команде университета Нотр-Дам «Нотр-Дам Файтинг Айриш».
В составе национальной сборной США выиграла Олимпийские игры 2020 года в Токио и 2024 года в Париже, а также чемпионаты мира 2018 года в Испании и 2022 года в Австралии.

## Биография
Джуэл Лойд четыре года отыграла в стартовом составе баскетбольной команды старшей школы Найлз-Уэст (Скоки, Иллинойс), где она в среднем за игру набирала 24,8 очка и делала 11,9 подбора. Всего же за эти годы она набрала 3077 очка и помогла своей команде одержать 93 победы, потерпев всего 31 поражение.
По окончании школы Лойд поступила в университет Нотр-Дам. В своём последнем сезоне в университете, после того как она во второй раз подряд помогла своей команде выйти в финал чемпионата NCAA, Лойд была названа лучшим студенческим игроком среди женщин по версии ESPN. За время выступлений в Нотр-Даме Джуэл набрала 1909 очков, что является пятым лучшим результатом в истории учебного заведения.